# Cinespace
Das Cinespace Multiplex Kino ist ein im Dezember 2003 eröffnetes Multiplex-Kino in Bremen. Es verfügt über 2785 Sitzplätze in elf Kinosälen, darunter den größten Kinosaal im Raum Bremen mit 606 Sitzplätzen und Bremens größte Kinoleinwand. Es war in Norddeutschland das erste Kino mit digitaler Projektion und digitaler 3D-Projektion.

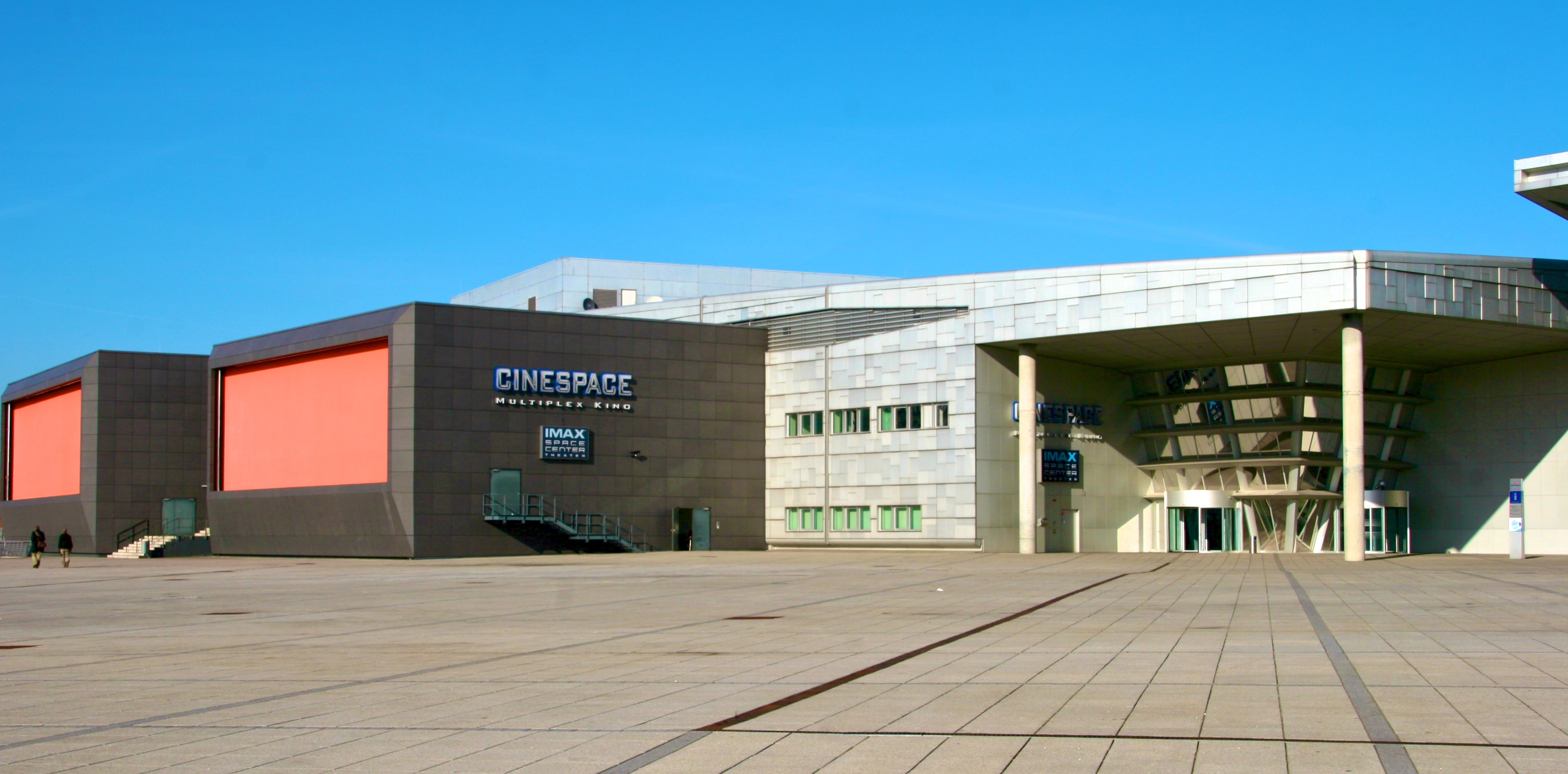
Außenansicht vom Cinespace, Weserseite

## Geschichte
Das Cinespace befindet sich im Bremer Ortsteil Industriehäfen in der Waterfront Bremen, einem Einkaufszentrum mit Elementen eines Urban Entertainment Centers. 
Der Kinokomplex gehörte mit zum Entertainmentbereich des dort im Jahr 2004 in Teilöffnung betriebenen Urban Entertainment Centers mit dem Namen Space Park und wurde nach dessen Schließung weiterbetrieben. Der Space Park wurde  an die irische LNC Property Group weiterverkauft, die LNC nahm Umbau- und Erweiterungsmaßnahmen vor, um das Areal baulich zur Weser hin auszurichten und den Einzelhandelsbereich neu zu strukturieren. Im September 2008 wurde das Einkaufszentrum unter dem Namen Waterfront Bremen wiedereröffnet und das Cinespace ist wieder ein Bestandteil des Unterhaltungsangebotes.
Betreiber des Kinos ist die Burmester Kinobetriebs-GmbH mit Sitz in Berlin.

## Kinosäle und Technik

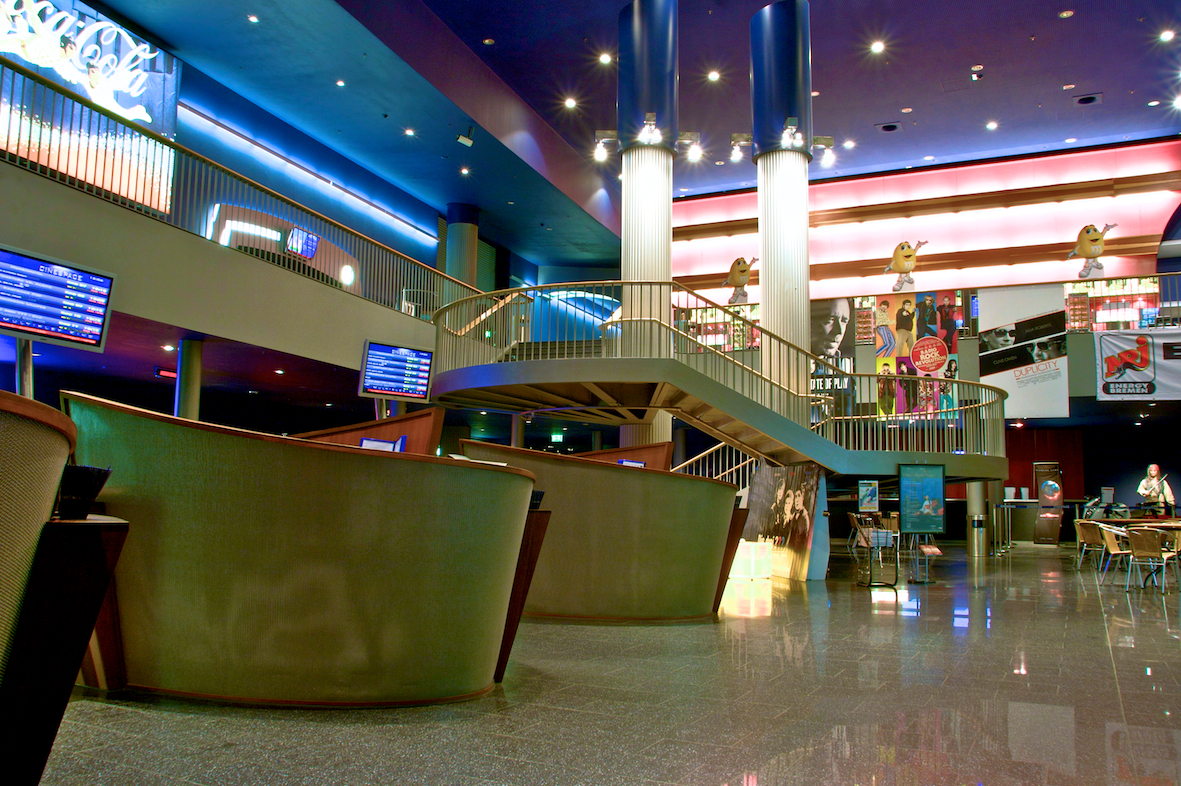
Das Foyer im Cinespace Multiplex Kino Bremen

Die Architektur des Kinos bezieht sich wie schon der ursprüngliche Space Park auf das Thema Raumfahrt. Alle elf Kinosäle sind auf einem Gang im ersten Stock angeordnet und vom Kinofoyer über eine Wendeltreppe zu erreichen.
Die Kinosäle sind nach der THX-Norm gebaut. Alle Säle werden in Dolby Digital beschallt; drei Säle auch in Dolby Atmos. Seit 2006 wurden schrittweise die Kinosäle in „digitales Kino“ durch Einsatz von digitalen Projektoren in DLP-Technik umgerüstet. Die Digitalisierung wurde im Herbst 2011 abgeschlossen. Seitdem spielt das Cinespace Multiplex Kino ausschließlich digitale Filme. Ein zusätzlicher Kinosaal für digitales Kino sowie 3D-Filme ist seit Anfang 2009 wieder in Betrieb. Seit 2009 können insgesamt sieben Säle zur Vorführung von 3D-Filmen genutzt werden. In den 3D-Sälen kommt die Polfiltertechnik zum Einsatz.

Saal 2

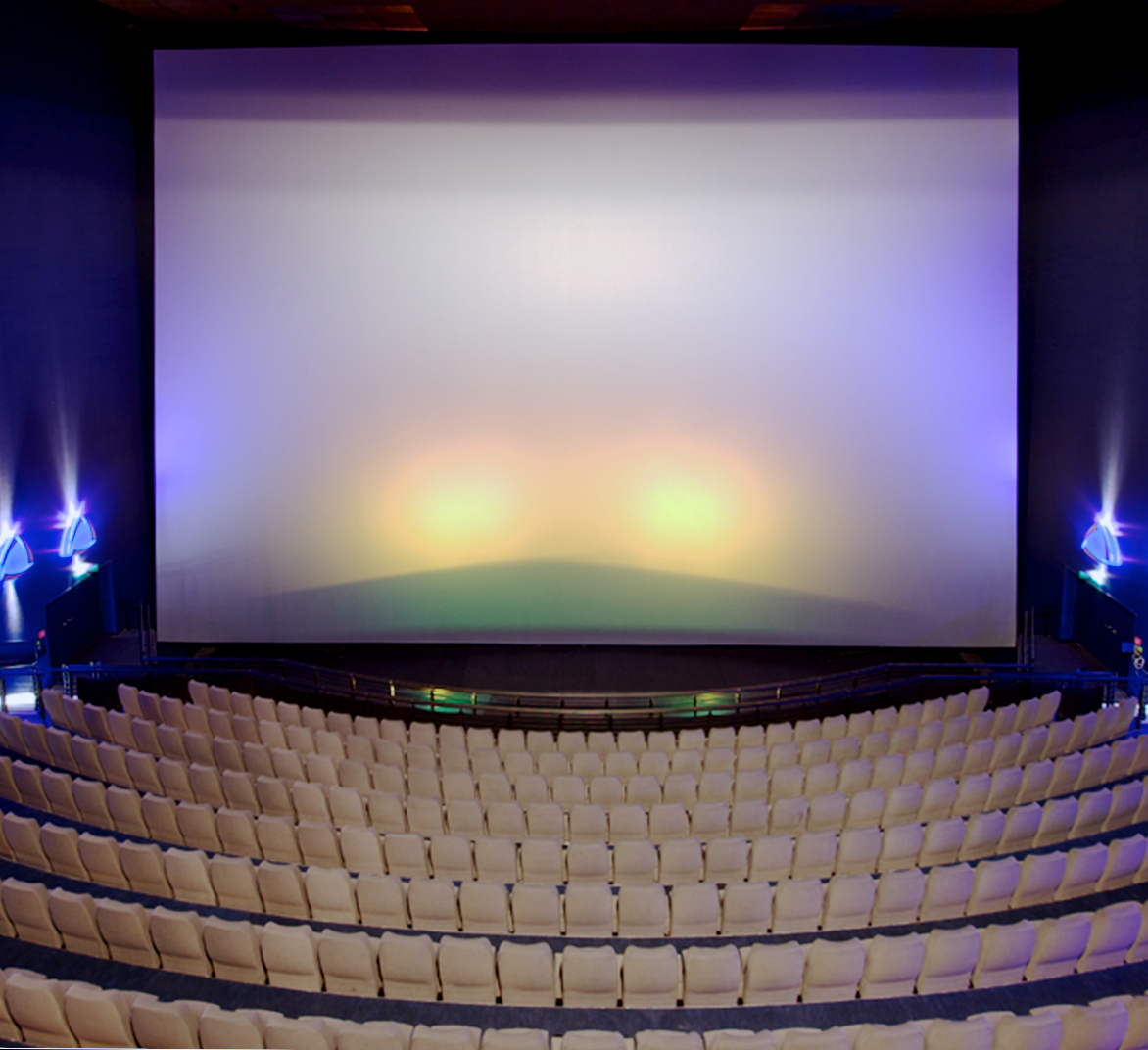
Norddeutschlands größte Leinwand

Das Cinespace Multiplex Kino hat im Januar 2014 den größten Kinosaal mit Dolby Atmos ausrüsten lassen. Das war die erste Installation von Dolby Atmos in Norddeutschland. Es wurden 64 QSC-Lautsprecher verbaut, davon fünf Subwoofer, wobei zwei gegenüber der Leinwand an der Rückwand installiert wurden. 16 Lautsprecher wurden direkt über den Zuschauerraum an die Kinodecke gehängt.
Im Herbst 2018 wurden Umbauarbeiten abgeschlossen. Neben einer neuen Bestuhlung mit Sesseln im gesamten Logenbereich wurden in zwei Kinosälen je zehn D-Box-Sitze eingebaut, die sich simultan zu Filmgeschehen und Ton mitbewegen.
| Kino | Sitzplatz | Projektion              | Leinwand | Ton                        |
| ---- | --------- | ----------------------- | -------- | -------------------------- |
| 1    | 426       | Digital                 | 200 m²   | Dolby Digital              |
| 2    | 606       | Digital/3D Polarisation | 270 m²   | Dolby Digital, Dolby Atmos |
| 3    | 427       | Laser/3D Polarisation   | 625 m²   | Dolby Digital, Dolby Atmos |
| 4    | 143       | Digital                 | 80 m²    | Dolby Digital              |
| 5    | 143       | Digital                 | 80 m²    | Dolby Digital              |
| 6    | 143       | Digital                 | 80 m²    | Dolby Digital              |
| 7    | 143       | Digital/3D Polarisation | 80 m²    | Dolby Digital              |
| 8    | 234       | Digital/3D Polarisation | 110 m²   | Dolby Digital              |
| 9    | 234       | Digital/3D Polarisation | 110 m²   | Dolby Digital, Dolby Atmos |
| 10   | 143       | Digital/3D Polarisation | 80 m²    | Dolby Digital              |
| 11   | 143       | Digital/3D Polarisation | 80 m²    | Dolby Digital              |

## Veranstaltungen
Neben dem normalen Kinoprogramm bietet das Cinespace Previews, 3D-Filme, „Kino nur für Ladies“, „Kino nur für Kerle“ und Geburtstagspartys für Kinder an. Alle Kinosäle sind für Veranstaltungen, Tagungen und Konferenzen nutzbar.
Darüber hinaus gehört das Cinespace zu den deutschen Kinos, die regelmäßig Liveübertragungen aus der New Yorker Metropolitan Opera, dem Moskauer Bolschoi-Theater (aufgrund des Kriegs gegen die Ukraine ausgesetzt) sowie der Royal Opera in London zeigen. Die Übertragungen von ausgewählten Opern erfolgen live über Satellit und werden durch einen digitalen Projektor auf die Leinwand ausgestrahlt. Zudem gehören auch Musikkonzerte von Pop-, Rock- und Klassik-Künstlern zum Programm.